# Liberty Island
Liberty Island (česky doslova Ostrov svobody), dříve nazývaný Bedloe's Island, je malý neobydlený ostrov v Upper New York Bay ve Spojených státech, který je znám hlavně jako místo, kde se nachází Socha Svobody.
Jeho současný název se používá od začátku 20. století, ačkoliv jeho název se oficiálně nezměnil až do roku 1956. Předtím, než sem byla umístěna Socha Svobody, nacházela se tu pevnost Fort Wood s půdorysem ve tvaru jedenácticípé hvězdy. Proto byl ostrov nazýván Star Fort.
Liberty Island leží asi 600 metrů od Liberty State Parku v Jersey City. Od sousedního ostrova Ellis Island ho dělí vzdálenost asi 1,6 km. Pro porovnání, od Battery Parku na Manhattanu je vzdálen přibližně 2,6 kilometru, leží tedy mnohem blíže k Jersey City než k New Yorku. Má rozlohu 59 558 m².
Ostrov je přístupný jen trajektem, buď z Battery Parku na Manhattanu, nebo z parku Liberty State Park v Jersey City v New Jersey.
Od událostí 11. září 2001 je střežen americkou pobřežní stráží.